# توبادیل
توبادیل (به آلمانی: Tobadill) یک منطقهٔ مسکونی در اتریش است که در ناحیه لاندک واقع شده‌است. توبادیل ۱۶٫۴۸ کیلومتر مربع مساحت دارد ۱٬۱۳۶ متر بالاتر از سطح دریا واقع شده‌است.